# Pteris stenophylla
Pteris stenophylla là một loài thực vật có mạch trong họ Pteridaceae. Loài này được Wall. ex Hook. & Grev. miêu tả khoa học đầu tiên năm 1829.